# Nagy nyúlszájú denevér
A nagy nyúlszájú denevér vagy nagy halászdenevér (Noctilio leporinus) az emlősök (Mammalia) osztályának denevérek (Chiroptera) rendjébe, ezen belül a halászdenevér-félék (Noctilionidae) családjába tartozó faj.

## Előfordulása
Közép- és Dél-Amerika hegyi esőerdeiben és tengerparti, mangrovés mocsaraiban, Mexikótól Argentínáig elterjedt. Megtalálható Trinidadon és a Nagy-Antillákon is. A legnagyobb ismert kolónia a Mexikó délnyugati partvidékén található Oaxaca nemzeti parkban élt, míg a 2008. február 12-i nagy földrengés el nem pusztította az élőhelyüket. A nyugvóhelyeik elvesztése veszélyezteti a fajt.

## Alfajai
- Noctilio leporinus leporinus Linnaeus, 1758
- Noctilio leporinus mastivus Vahl, 1797
- Noctilio leporinus rufescens Pelzeln, 1883

## Megjelenése
Az állat testhossza 9,5–13,5 centiméter, alkarhossza 5,5–9 centiméter, vitorlafesztávolsága 28–30 centiméter, testtömege pedig 20–70 gramm. Feje, válla és hátának közepe rövid, vörösesbarna, víztaszító szőrrel fedett. Alsó részén világosabb a szőrzet. Orrhegye túlnyúlik orrlyukain, felső ajka osztott. Húsos, telt ajkai körül vastag bőrredők húzódnak. Fülei hosszúak és hegyesek. Lábai igen nagyok és jól alkalmazkodtak a halfogáshoz. Hátsó végtagjain a bokáihoz tapad a farkvitorla, amelyet a halfogás során össze tud hajtani. Lapított lábujjai biztosítják a lehető legkisebb közegellenállást a vízen. Ujjai hosszú, éles karmokban végződnek.

## Életmódja
A denevér éjjel tevékeny; a pihenés idején társas. Tápláléka kis (legfeljebb 8 centiméter hosszú) halak, rovarok. Egyes állatok elérhetik a 20 éves kort.

## Szaporodása
Az ivarérettséget valószínűleg csak egyéves korban éri el. A párzási időszak Panamában november–december között van. A vemhesség mintegy 16 hétig tart, ennek végén 1 utód születik. A kölyköt a nőstény két hétig magával cipeli.

## Rokon fajok
A nagy nyúlszájú denevér egyetlen élő rokona a kis nyúlszájú denevér (Noctilio albiventris).